# Xylophanes irrorata
Xylophanes irrorata là một loài bướm đêm thuộc họ Sphingidae. Nó được tìm thấy ở Cuba.
Cá thể trưởng thành có lẽ mọc cánh quanh năm.
Ấu trùng có lẽ ăn các loài Psychotria panamensis, Psychotria nervosa và Pavonia guanacastensis.